# René Makondele
René Muzola Makondele (Kinshasa, 20 aprile 1982) è un ex calciatore congolese (Repubblica Democratica del Congo), di ruolo centrocampista.

## Carriera

### Club
Ha trascorso la stragrande maggioranza della propria carriera da calciatore nei vari livelli del campionato svedese, in cui è approdato nel 2002. Ha anche giocato complessivamente 4 partite (con anche un gol segnato) nei preliminari di Champions League e 28 partite (con 7 reti) in Europa League.

### Nazionale
Ha esordito con la nazionale del suo Paese nel 2001.

## Palmarès
- Campionato svedese: 2

Djurgården: 2002, 2003
- Coppa di Svezia: 2

Helsingborg: 2010
Häcken: 2015-2016